# Telioclipeum
Telioclipeum — рід грибів. Назва вперше опублікована 1962 року.

## Класифікація
До роду Telioclipeum відносять 1 вид:
- Telioclipeum lavrense